# Żarnowica Mała
Żarnowica Mała – wieś w Polsce położona w województwie łódzkim, w powiecie piotrkowskim, w gminie Wolbórz.
W latach 1975–1998 miejscowość administracyjnie należała do województwa piotrkowskiego.
Przez miejscowość przepływa rzeczka Goleszanka, prawobrzeżny dopływ Moszczanki.